# Gheorghe Victor Vasile Pop
Gheorghe Victor Vasile Pop (n. 4 iulie 1932) este un fost deputat român în legislatura 1992-1996, ales în județul Sălaj pe listele partidului PNȚCD/PER. Gheorghe Victor Vasile Pop a fost deținut politic în perioada 1953-1960. Gheorghe Victor Vasile Pop a studiat dreptul și este jurisconsult. 